# 喜連川昭氏
喜連川 昭氏（きつれがわ あきうじ、寛永19年（1642年）10月24日 - 正徳3年（1713年）11月12日）は、江戸時代前期〜中期の大名。下野国喜連川藩の第4代藩主。梅千代、左馬頭、左兵衛督。

## 生涯
寛永19年（1642年）10月24日、第3代藩主・尊信の長男として生まれた。足利義昭で絶えた足利氏宗家（将軍家）を継承する者として、その1字をとって昭氏と名乗った。
正保4年（1647年）、藩の主導権をめぐって喜連川騒動が起こった。慶安元年（1648年）、父・尊信の隠居により7歳で跡を継ぐ。慶安3年（1650年）、徳川家光の命により、榊原忠次が後見人となった。正徳3年（1713年）11月12日に死去した。享年72。孝山恭公令徳院。
男児がいたが、早世し、養嗣子にした弟の氏信も早世したため、婿養子の氏春が跡を継いだ。

## 系譜
- 父：喜連川尊信
- 母：某氏[4]

正室
- 松平忠倶の養女[4]、織田信勝の娘
  - 男子：菊千代[4]
  - 女子：氏春室[4]

養子
- 氏信[4] - 実弟
- 氏春[4] - 宮原義辰の次男